# Младежко
Младе́жко (болг. Младежко) — село в Бургаській області Болгарії. Входить до складу громади Малко-Тирново.

## Населення
За даними перепису населення 2011 року у селі проживали 30 осіб.
Розподіл населення за віком у 2011 році:
Динаміка населення: